# Christián Herc
Christián Herc (Léva, 1998. szeptember 30. –) szlovák válogatott labdarúgó, a szlovák Dunaszerdahely középpályása.

## Pályafutása

### Klubcsapatokban
Herc a szlovákiai Léva városában született. Az ifjúsági pályafutását a Nitra csapatában kezdte, majd az angol Wolverhampton Wanderers akadémiájánál folytatta.
2017-ben mutatkozott be a Wolverhampton Wanderers felnőtt keretében. 2018 és 2021 között a szlovák Dunajská Streda, illetve a cseh Viktoria Plzeň és Karviná csapatát erősítette kölcsönben. 2021. július 1-jén kétéves szerződést kötött a svájci első osztályban szereplő Grasshoppers együttesével. Először a 2021. július 25-ei, Basel ellen 2–0-ra elvesztett mérkőzésen lépett pályára. Első gólját 2021. szeptember 11-én, a Luzern ellen idegenben 1–1-es döntetlennel zárult találkozón szerezte meg.

### A válogatottban
Herc az U18-as, az U19-es, az U20-as és az U21-es korosztályú válogatottakban is képviselte Szlovákiát.
2022-ben debütált a felnőtt válogatottban. Először a 2022. március 25-ei, Norvégia ellen 2–0-ra elvesztett mérkőzés 83. percében, Stanislav Lobotkát váltva lépett pályára.

## Statisztikák
2023. május 29. szerint
| Klub                         | Szezon   | Osztály            | Bajnokság | Bajnokság | Kupa  | Kupa | Nemzetközi | Nemzetközi | Összesen | Összesen |
| Klub                         | Szezon   | Osztály            | Meccs     | Gól       | Meccs | Gól  | Meccs      | Gól        | Meccs    | Gól      |
| ---------------------------- | -------- | ------------------ | --------- | --------- | ----- | ---- | ---------- | ---------- | -------- | -------- |
| Dunajská Streda (kölcsönben) | 2017–18  | Fortuna Liga       | 13        | 3         | 1     | 0    | —          | —          | 14       | 3        |
| Dunajská Streda (kölcsönben) | 2018–19  | Fortuna Liga       | 29        | 3         | 1     | 0    | 4          | 0          | 34       | 3        |
| Dunajská Streda (kölcsönben) | Összesen | Összesen           | 42        | 6         | 2     | 0    | 4          | 0          | 48       | 6        |
| Viktoria Plzeň (kölcsönben)  | 2019–20  | 1. Liga            | 1         | 0         | 2     | 0    | —          | —          | 3        | 0        |
| Karviná (kölcsönben)         | 2020–21  | 1. Liga            | 31        | 6         | 1     | 1    | —          | —          | 32       | 7        |
| Grasshoppers                 | 2021–22  | Swiss Super League | 34        | 3         | 1     | 0    | —          | —          | 35       | 3        |
| Grasshoppers                 | 2022–23  | Swiss Super League | 32        | 5         | 2     | 0    | —          | —          | 34       | 5        |
| Grasshoppers                 | Összesen | Összesen           | 66        | 8         | 3     | 0    | 0          | 0          | 69       | 8        |
| Összesen                     | Összesen | Összesen           | 140       | 20        | 8     | 1    | 4          | 0          | 152      | 21       |

### A válogatottban
| Válogatott | Év       | Pályára lépés | Gól |
| ---------- | -------- | ------------- | --- |
| Szlovákia  | 2022     | 4             | 0   |
| Összesen   | Összesen | 4             | 0   |